# Karl Heinz Jeron

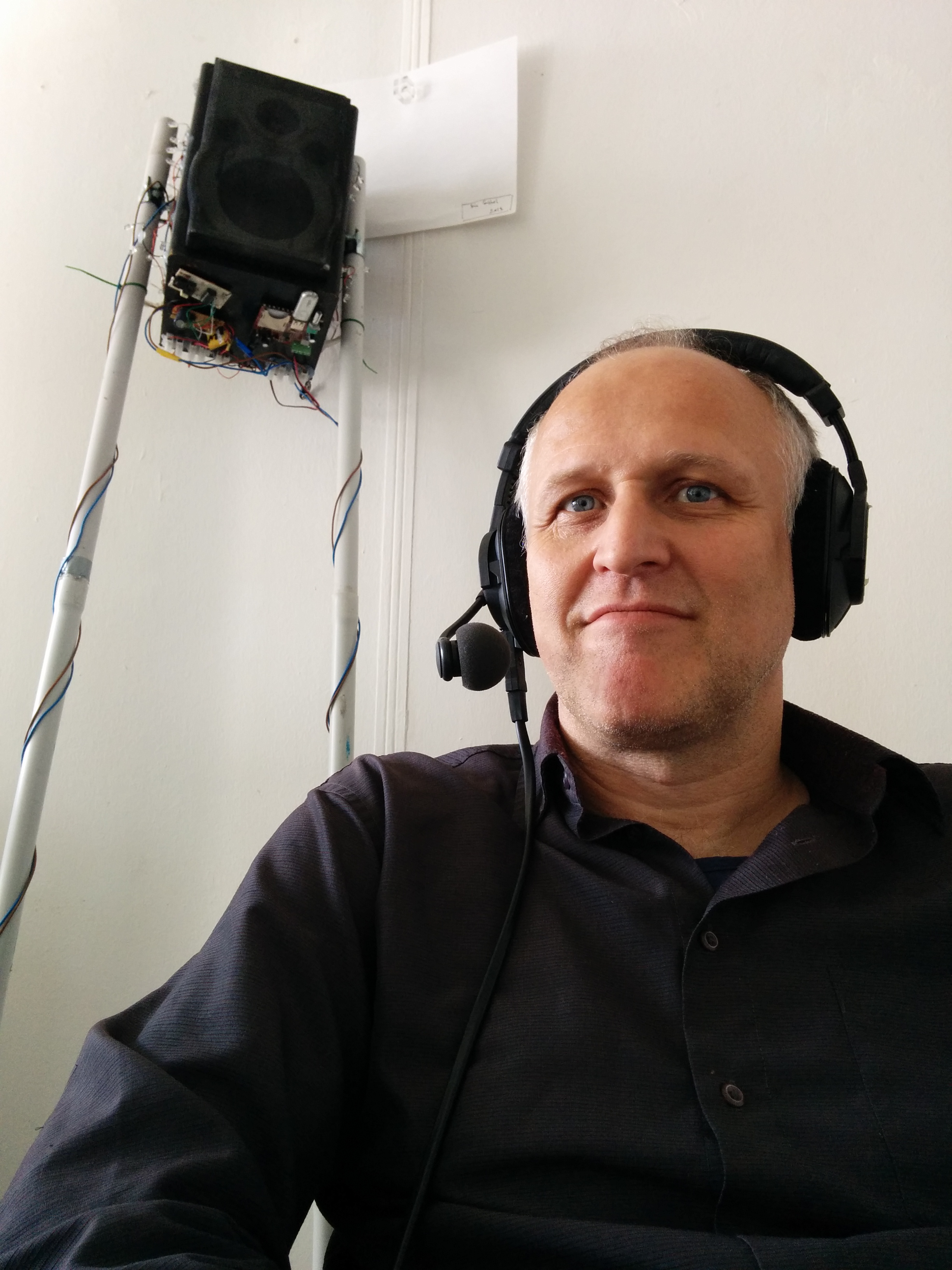
Karl Heinz Jeron bei der Arbeit

Karl Heinz Jeron (* 1962) ist ein deutscher Künstler  aus Berlin, der sich seit Ende der 1980er-Jahre mit der Informationsgesellschaft und neuen Medien befasst.
Mit Handshake, einer in den frühen 1990er-Jahren mit Barbara Aselmeier, Joachim Blank und Armin Haase realisierten Netzkunstarbeit und Internationale Stadt, „die 1995–1996 wohl das prominenteste Projekt der deutschen Netzszene war“, hat Jeron die Anfänge der Netzkunst mitgestaltet. Zusammen mit Joachim Blank nahm er  als Blank & Jeron mit der Arbeit Without Addresses an der documenta X in Kassel teil.
Karl Heinz Jeron ist Mitglied im Deutschen Künstlerbund.
Zu Jerons aktuellen Arbeiten zählen Sonification, Datenmapping, Animatronic und partizipative Environments. Die Möglichkeiten transmodaler Medienästhetik nutzend, entwickelt er das Gedankenexperiment als künstlerische Methode.  „Die Daten und Selbstdarstellungen, Hinweise und Zusendungen führen ein Eigenleben, in dem nicht der Mensch der Akteur zu sein scheint, sondern die Infrastruktur, die er sich geschaffen hat.“ Durch die Weiterentwicklung einer Open-Source-Software entsteht 2013 Sim Gishel, ein Roboter, der durch Sprachsynthese und Tonmodulation „In C“ von Terry Riley singen kann.
Mit Space Time präsentiert Jeron 2016 eine Arbeit, die sich mit einer mit digitaler Synästhesie und Raum-Zeit-Infrastruktur beschäftigt. Durch Hörbarmachung der Zeitabweichung wird Zeit erfahrbar.
Bei seinen Postinternet-Installationen zu Hypothetische Maschinen, rezitieren Animatronics eine zerhackte Narration aus den sozialen Medien. Die Arbeiten werfen eine ungewöhnliche Perspektive auf die Kulturen der Datafizierung.

## Werke

### Fresh Music for Rotten Vegetables (2011)

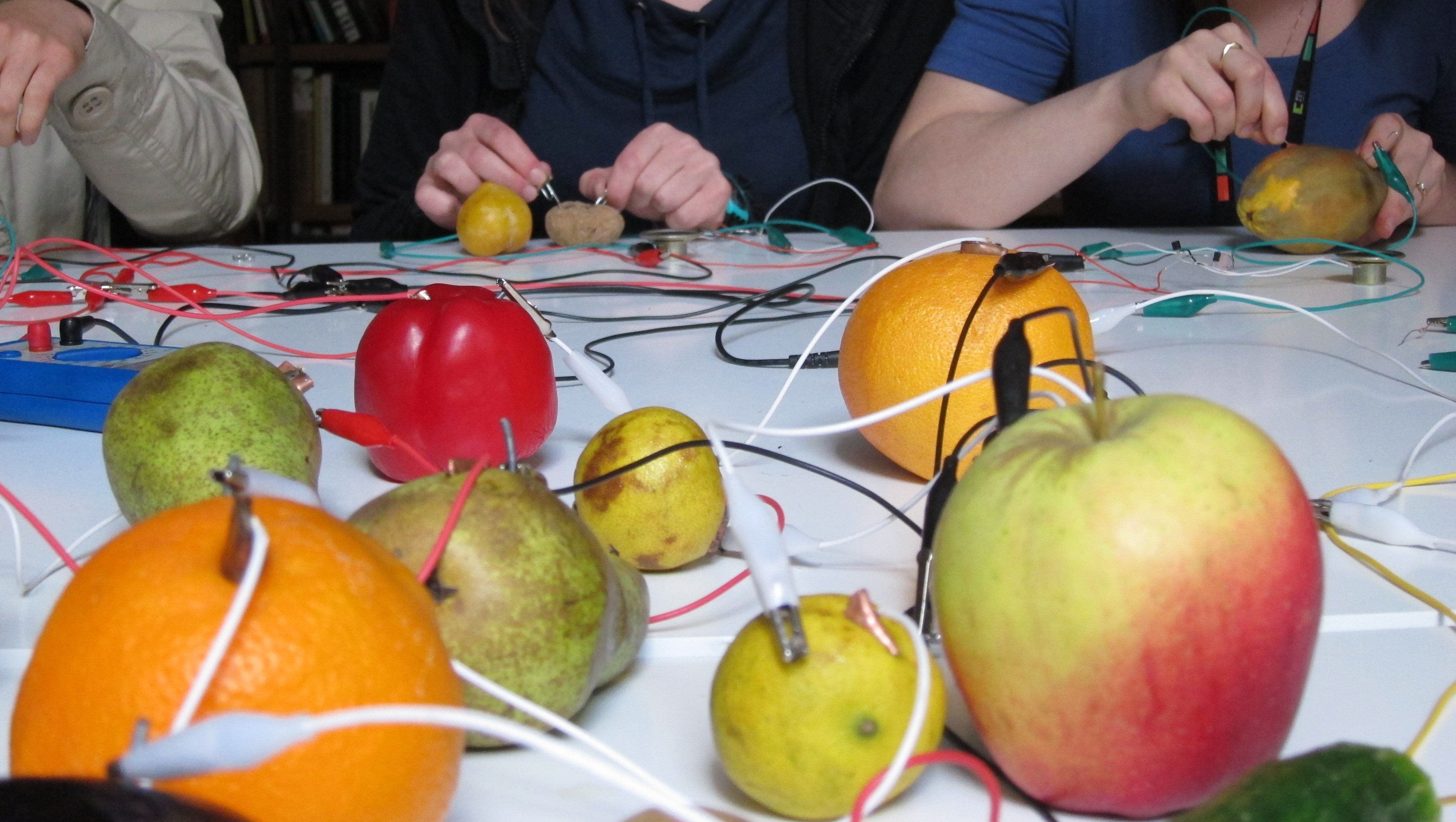
Fresh Music for Rotten Vegetable

Mit Fresh Music for Rotten Vegetables, einer Arbeit aus dem Jahr 2011, war Karl Heinz Jeron u. a. auf dem European Art Festival,  der Shedhalle Zürich und beim Festival der Regionen 2013 vertreten. Fresh Music for Rotten Vegetables besteht aus einer Reihe von Workshops und einer partizipativen Installation mit elektronischen Klangerzeugern, es überträgt das in der Elektronik- und Computerszene schon länger etablierte Do-it-yourself-Prinzip auf biologisch abbaubares Material. „Fresh Music for Rotten Vegetables“ transformiert „Ströme direkt in Klang“. Die selbstgebauten Klang-Geräte werden durch Obst und Gemüse mit Spannung versorgt und gesteuert. „Denn in jedem der angefaulten Äpfel, in jeder der wurmstichigen Pflaumen steckt ein musikalisches Talent.“ Die Installation benutzt entsorgtes Gemüse aus den Müllcontainern der Supermärkte. „Das Kunstwerk hat viel Aufmerksamkeit und Anerkennung erhalten für seine einzigartige Art und Weise, die Themen Energie und Abfall anzugehen“. Die Klanginstallation nimmt Bezug auf das Konzept der Aleatorischen Musik, einer Musik die auf Zufall und Improvisation beruht, aber auch auf den Albumtitel der Dead Kennedys. „Je nach Zustand des Gemüses werden Ton, Klangfarbe und Lautstärke variiert. So entsteht ein improvisiertes Musikstück, aus einfachsten Bauteilen und einer Beilage.“

### Hermes Oper (2013)

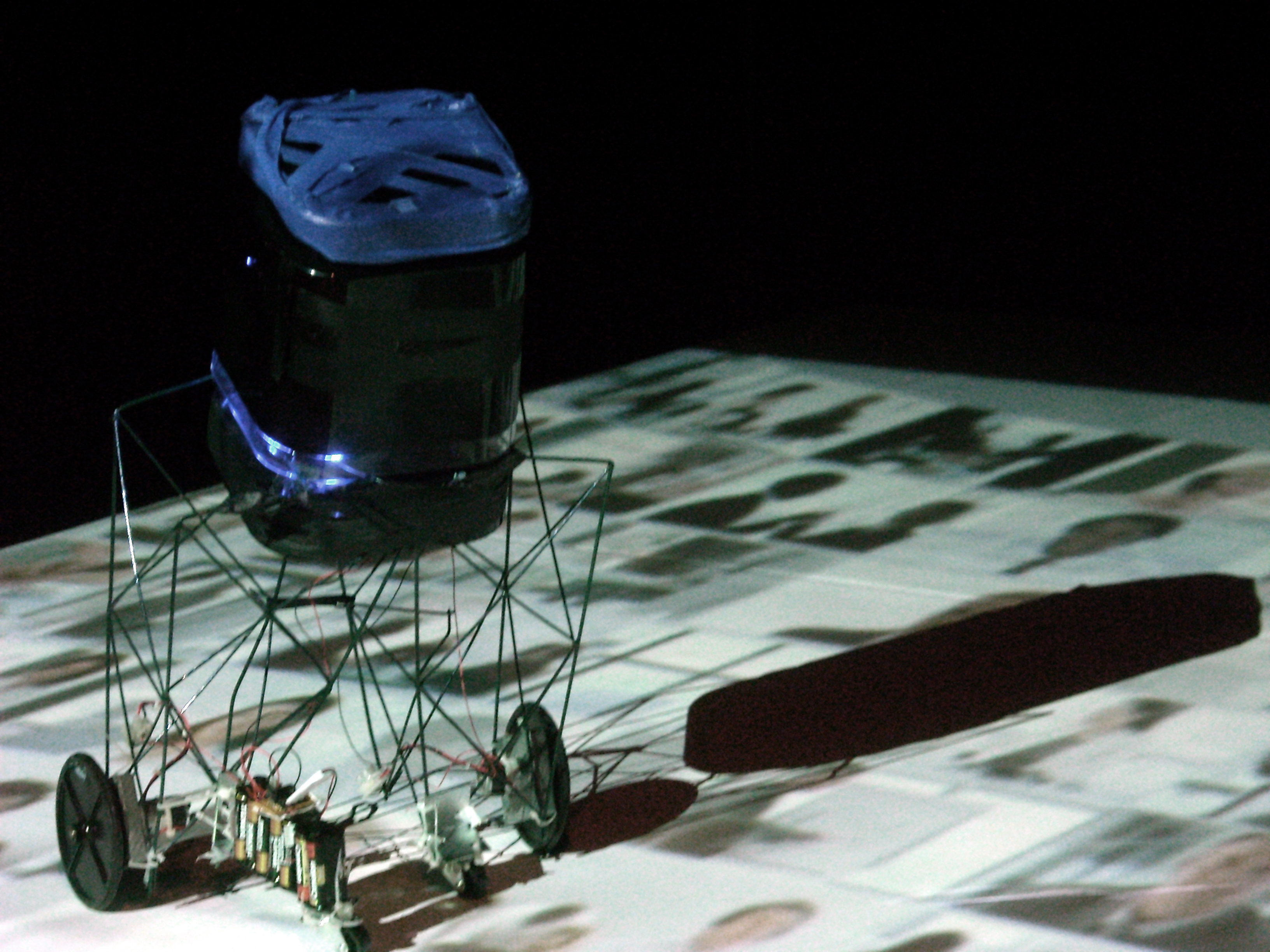
Hermes Oper

„Jeder hat ein Handy heutzutage und was früher einmal ein privates Gespräch in einem geschlossenen Raum war, passiert heutzutage im öffentlichen Raum.“ Mit der „Hermes Oper“, einer multimediale Oper mit Robotern und mitgehörten Handygesprächen in vier Akten, übertrug Jeron 2013 die heutzutage übliche private Konversation im öffentlichen Raum auf die Bühne. Singende Roboter führen ein Drama auf,  bei dem „biologische Zwänge die logische Struktur der Sprache unterlaufen“. “Was da passiert ist, wird immer klarer. Es geht um folgendes: Ich weiß, dass ich es unbewusst mein ganzes Leben lang tat. Und was voriges Jahr war, war auch bereits da. Es gab nur nicht genügend Beweise. Ich dachte nur: Was zum Teufel geht hier vor? Komm damit erstmal klar. Ob das wahr ist oder nicht, ich weiß das nicht. Es ist unser Thema, das weißt du, und es geht immer weiter.” Ausschnitt aus dem Libretto, erster Akt, “Das Geheimnis”. Mit der Übertragung der „mindless conversation“. ubiquitärer Handygespräche in eine multimediale Roboteroper wurde Hermes Oper Karl Heinz  Jeron 2014 für den „New Technological Art Award“ nominiert. Mit den Komponisten Robert Jähnert und Christian Rentschler arbeitete Jeron für die Vertonung zusammen. „Namensgebend ist Hermes, der Schutzgott der Redekunst. Die Handy-Gespräche bilden allgemeinmenschliche Situationen unter den Überschriften Geheimnis, Sex, Schuld, Verrat ab. In diesen vier Akten inszeniert der Künstler die mitgeschriebenen Gespräche und verwandelt Alltagssituationen in einen künstlerischen Akt.“